# Bryshon Nellum
Bryshon Lorenzo Nellum (ur. 1 maja 1989 w Los Angeles) – amerykański lekkoatleta specjalizujący się w biegach sprinterskich.
Brązowy medalista mistrzostw świata juniorów młodszych w biegu na 400 metrów oraz złoty w sztafecie szwedzkiej z Marrakeszu (2005). W 2006 był członkiem amerykańskiej sztafety 4 x 400 metrów, która sięgnęła w Pekinie bo złoty medal mistrzostw świata juniorów. Dwukrotny medalista panamerykańskich mistrzostw juniorów z 2007. Podczas igrzysk olimpijskich w 2012 roku odpadł w półfinale biegu na 400 metrów oraz zdobył srebrny medal w biegu rozstawnym 4 x 400 metrów. Na mistrzostwach świata w Pekinie wywalczył złoto w sztafecie 4 × 400 metrów.
Medalista mistrzostw Stanów Zjednoczonych oraz mistrzostw NCAA.
Rekord życiowy w biegu na 400 metrów: 44,50 (24 czerwca 2017, Sacramento).